# 萊克奧賴恩 (密歇根州)
萊克奧賴恩（英語：Lake Orion）是位於美國密歇根州奧克蘭縣奧賴恩鎮區的一個村。

## 人口
根據2020年美國人口普查的數據，萊克奧賴恩的面積為3.42平方千米，當中陸地面積為2.05平方千米，而水域面積為1.37平方千米。當地共有人口2886人，而人口密度為每平方千米843人。